# Johan Lindquist
Johan Lindquist, född 15 september 1972 i Borås, är en svensk radioman och berättarröst (på engelska kallat Voice acting). Lindquist var med och startade närradiosttionen City Radio i Dalsjöfors samt reklamradiostationerna Radio City i Borås och Radio Match i Jönköping, där han jobbade som programledare.
När Radio Match såldes till Mix Megapol startade Johan en röstförmedling kallad Voice To Me samt ett ljudproduktionsföretag kallat Audio To Me. Som berättarröst har Johan bland annat medverkat i flera tv-program som exempelvis Böda Camping (TV-serie) och som programpresentatör på bland annat TV4, Kanal 5 och Tv3.